# Kevin Méndez
Alán Kevin Méndez Olivera (Trinidad, 10 gennaio 1996) è un calciatore uruguaiano, attaccante del Chungnam Asan.

## Carriera

### Club
Dal 2013 al gennaio del 2015 ha giocato in patria nel Peñarol. Successivamente passa a titolo definitivo al club italiano della Roma, che contestualmente lo cede in prestito fino al 30 giugno 2016 al Perugia, società di Serie B; il 31 agosto 2015 perugini e capitolini risolvono anticipatamente il prestito, con il giocatore che fa così ritorno in giallorosso. Trascorre la prima parte della stagione 2015-2016 giocando con la Primavera della Roma, fino al 1º febbraio 2016, data in cui passa in prestito al Losanna, squadra della seconda serie svizzera, con cui conclude la stagione segnando 4 reti in 15 presenze.
Ad agosto 2017 viene ceduto in prestito ai laziali della Viterbese Castrense in Serie C.
Il 12 luglio 2022 viene acquistato dal Peñarol, dove rimane fino al 2023; nel 2024 gioca invece nella prima divisione cilena all'Everton.

### Nazionale
Ha giocato nella nazionale uruguaiana Under-15.
Nel 2013 ha partecipato ai Mondiali Under-17 ed al Campionato Sudamericano Under-17; nel 2015 prende invece parte ai Mondiali Under-20, scendendo in campo in due delle tre partite della fase a gironi.

## Statistiche

### Presenze e reti nei club
Statistiche aggiornate al 30 maggio 2018.
| Stagione        | Squadra         | Campionato      | Campionato | Campionato | Coppe nazionali | Coppe nazionali | Coppe nazionali | Coppe continentali | Coppe continentali | Coppe continentali | Altre coppe | Altre coppe | Altre coppe | Totale | Totale |
| Stagione        | Squadra         | Comp            | Pres       | Reti       | Comp            | Pres            | Reti            | Comp               | Pres               | Reti               | Comp        | Pres        | Reti        | Pres   | Reti   |
| --------------- | --------------- | --------------- | ---------- | ---------- | --------------- | --------------- | --------------- | ------------------ | ------------------ | ------------------ | ----------- | ----------- | ----------- | ------ | ------ |
| gen.-giu. 2016  | Losanna         | CL              | 15         | 4          | CS              | -               | -               | -                  | -                  | -                  | -           | -           | -           | 15     | 4      |
| 2016-2017       | Losanna         | SL              | 6          | 0          | CS              | 1               | 1               | -                  | -                  | -                  | -           | -           | -           | 7      | 1      |
| Totale Losanna  | Totale Losanna  | Totale Losanna  | 21         | 4          |                 | 1               | 1               |                    | -                  | -                  |             | -           | -           | 22     | 5      |
| 2017-2018       | Viterbese       | C               | 24+1       | 1          | CI-C            | 5               | 0               | -                  | -                  | -                  | -           | -           | -           | 30     | 1      |
| Totale carriera | Totale carriera | Totale carriera | 45+1       | 5          |                 | 6               | 1               |                    | -                  | -                  |             | -           | -           | 52     | 6      |

## Palmarès

### Club

#### Competizioni nazionali
- Challenge League: 1

Losanna: 2015-2016